# Eddie Cibrian
Edward Bryant Cibrian (Burbank, California, 16 de junio de 1973), conocido como Eddie Cibrian, es un actor estadounidense de orígenes cubanos. Más conocido por sus papeles de Russell Varon en la serie Invasión y Jimmy Doherty en Third Watch.

## Biografía
Eddie Cibrian nació en Burbank, California, hijo único de Hortensia Balaguer, una directora de oficina, y Carl Cibrian, un banquero.  Es de origen cubano.

## Carrera
Cibrian ha participado en series de televisión como The Young and the Restless, Baywatch Nights, Sunset Beach en el papel de Cole Deschanel, Third Watch en el papel del bombero neoyorquino Jimmy Doherty, Tilt, en Invasión en el del guardabosques de los Everglades Russell Varon, en Rosewood (segunda temporada) como el capitán Ryan Slade, y en Take Two como el investigador privado Eddie Valetik.
También ha aparecido como estrella invitada en otras series como Saved by the Bell: The College Years, Sabrina the Teenage Witch, Criminal Minds, Beverly Hills, 90210 o Rizzoli & Isles.
Además estuvo presente durante toda la 8.ª temporada de CSI: Miami y en el primer episodio de la 9.ª temporada de dicha serie.
Ha aparecido en las películas Living Out Loud, But I'm a Cheerleader y The Cave entre otras. En 1998 fue coprotagonista de Chuck Norris en el honor de Logan.

## Vida personal
En 2001 se casó con la estrella televisiva y escritora Brandi Glanville, teniendo el matrimonio dos hijos. En el año 2009 se separaron cuando Cibrian empezó a salir con su actual pareja, la cantante de música country LeAnn Rimes.